# Brasília nemzetközi repülőtér
A Brasília nemzetközi repülőtér (portugál nyelven: Aeroporto Internacional de Brasília–Presidente Juscelino Kubitschek) egy nemzetközi repülőtér (IATA: BSB, ICAO: SBBR) Brazíliában, Brazíliaváros közelében. Éves utasforgalma 13 445 518 fő (2022).

## Kifutópályák
A repülőtér futópályái:
- 11L/29R (3200 m, 45 m, aszfalt)
- 11R/29L (3200 m, 45 m, aszfalt)

## Forgalom
Az utasforgalom az elmúlt években az alábbi módon változott:
| Utasok száma | 4 940 522 | 6 057 378 | 7 562 425 | 9 543 378 | 14 671 134 | 17 085 215 | 19 575 945 | 16 737 545 | 7 848 297 | 13 445 518 |
|              | 2000      | 2002      | 2005      | 2007      | 2010       | 2012       | 2015       | 2017       | 2020      | 2022       |

## Légitársaságok és úticélok
2025-ben a Brasília nemzetközi repülőtérről az alábbi járatok indulnak (Utoljára frissítve: 2025-02-18):

### Személy
| Légitársaság            | Célállomások |
| ----------------------- | --- |
| Aerolíneas Argentinas   | Buenos Aires–Aeroparque |
| Azul Brazilian Airlines | Belém, Belo Horizonte–Confins, Campinas, Cuiabá, Recife, São Paulo–Congonhas Szezonális: Maceió,[forrás?] Natal,[forrás?] Porto Seguro,[forrás?] Salvador da Bahia[forrás?] |
| Copa Airlines           | Panama City–Tocumen |
| Gol Linhas Aéreas       | Aracaju, Belém, Belo Horizonte–Confins, Boa Vista, Bogotá, Buenos Aires–Aeroparque (kezdődik 2025 március 31), Campinas, Cancún, Cuiabá, Curitiba, Florianópolis, Fortaleza, Goiânia, João Pessoa, Maceió, Manaus, Marabá, Miami, Natal, Orlando, Palmas, Porto Alegre, Porto Velho, Recife, Rio Branco, Rio de Janeiro–Galeão, Rio de Janeiro–Santos Dumont, Salvador da Bahia, São Luís, São Paulo–Congonhas, São Paulo–Guarulhos, Teresina, Vitória Szezonális: Jericoacoara,[forrás?] Porto Seguro[forrás?] |
| LATAM Brasil            | Aracaju, Belém, Belo Horizonte–Confins, Boa Vista, Campo Grande, Cuiabá, Curitiba, Florianópolis, Fortaleza, Goiânia, Imperatriz, João Pessoa, Macapá, Maceió, Manaus, Marabá, Natal, Palmas, Porto Alegre, Porto Seguro, Porto Velho, Recife, Rio Branco, Rio de Janeiro–Galeão, Rio de Janeiro–Santos Dumont, Salvador da Bahia, Santarém, Santiago de Chile, São Luís, São Paulo–Congonhas, São Paulo–Guarulhos, Sinop, Teresina, Vitória Szezonális: Navegantes,[forrás?] Uberlândia[forrás?]               |
| LATAM Perú              | Lima |
| Sky Airline             | Szezonális: Santiago de Chile[forrás?] |
| TAP Air Portugal        | Lisszabon |

### Cargo
| Légitársaság       | Célállomások                |
| ------------------ | --------------------------- |
| LATAM Cargo Brasil | Manaus, São Paulo-Guarulhos |
| Modern Logistics   | Campinas, Manaus, Recife    |